# Kulunda (folyó)
A Kulunda (oroszul: Кулунда) folyó Oroszországban, a Nyugat-szibériai-alföld legdélibb részén, az Altaji határterületen. 

## Földrajz
Hossza: 412 km, vízgyűjtő területe: 12 400 km², évi közepes vízhozama a torkolatnál: 5,1 m³/s, maximális vízhozama 336 m³/s.
A Felső-Ob és az Irtis közötti lefolyástalan medence egyik folyója. Az Ob- platón, a Rebrihai járásban elterülő kisebb mocsárból ered. A Kulunda-alföldön (Kulunda-sztyeppen) folyik kezdetben délnyugati, majd északi, lejjebb ismét délnyugati irányban. A torkolat előtt két ágra bomolva ömlik a lefolyástalan Kulunda-tóba. Középső és alsó folyásának ártere erősen mocsaras.
Tavaszi árvize a felső folyáson bő egy hónapig tart, lejjebb közel három hónapig is elhúzódhat. Vízgyűjtője igen vízhiányos terület, száraz sztyepp, melynek éghajlata mérsékelten kontinentális.
A folyó mentén fekvő jelentősebb település Bajevo, az azonos nevű járás székhelye.